# Les Orgues de l'enfer
Les Orgues de l'enfer est un roman de Pierre Molaine publié en 1950 aux éditions Corrêa et ayant reçu le prix Renaudot la même année.

## Historique
Ce roman obtient le prix Renaudot en 1950 (par huit voix contre une à Marguerite Duras pour Un barrage contre le Pacifique, une voix à Jean Hougron pour Tu récolteras la tempête, une à Robert Margerit pour Pour une été torride et une à André Dhôtel pour L'Homme de la scierie).

## Résumé
Coselli, Vieux-Max, le Druide, Aurélien le-baveur, Bébert, tous sont pensionnaires d'un service de neuropsychiatrie dans un grand hôpital. Marqués au fer des guerres qui les ont détruits, alternant dans un effrayant quotidien crises de démence et rares éclairs de lucidité, ils revivent, condamnés à n'en plus sortir, l'enfer dont les orgues assourdissent leur conscience. Ceux-ci ont combattu l'occupant allemand, celui-là s'est enrôlé dans les Brigades internationales, pas un d'entre eux n'a échappé aux conséquences désastreuses de la folie meurtrière des peuples et des nations. Le docteur Gaillon, l'infirmière Janny œuvrent sans répit à leur soulagement en tentant d'éloigner d'eux les fantômes grimaçants de leurs hallucinations. Et le récit fait osciller sans cesse le lecteur entre deux mondes : celui du réel et celui du délire.

## Éditions
- Les Orgues de l'enfer, éditions Corrêa, 1950, (BNF 32457448).
- (en) Strange Laughter, trad. Eithne Wilkins, Roy Pulishers, New York, 1953.